# Mango TV
Mango TV (en chino: 芒果TV, Mángguǒ TV o MGTV ) es una plataforma de transmisión china bajo Mango Excellent Media, controlada por Hunan Broadcasting System .    Mango TV es una plataforma digital centrada en la producción de contenido audiovisual online. Ofrece la programación de sus canales de televisión y producciones con derechos de autor del Sistema de Radiodifusión de Hunan y de Hunan Satellite TV.  Su sede actual se encuentra en Golden Eagle Movie & TV Cultural City, Changsha, Hunan. Mango TV ofrece contenido que incluye películas, series de televisión, música, dibujos animados y entretenimiento. En 2016, el contenido de Hunan Satellite TV representó el 38% de todo lo que Mango TV ha producido. 

## Historia
Mango TV fue creada el 26 de mayo de 2006 en Changsha, Hunan, por Ruobo Zhang, antiguo presidente y CEO de Mango TV. 
Se eligió usar ‘Mango TV (Internet TV, PC, Phone and Pad)’ como nombre de su plataforma en 2008. 
El 20 de abril de 2014, los sitios web originales de Mango TV y Golden Eagle se fusionaron en una sola plataforma de video online, que incluye exclusivamente todos los contenidos de Hunan Broadcasting System y Hunan Satellite TV, también conocida como "Mango Exclusive Broadcast".  En octubre de 2014, Mango TV creó la primera serie web de producción propia, 'Huayang Jianghu'.  En la Noche de Cuenta Regresiva de Año Nuevo de 2014, organizada por Hunan Satellite TV, Mango TV lanzó el modo de transmisión en vivo de cinco pantallas, permitiendo a la audiencia seleccionar diferentes posiciones y ángulos de cámara para ver el espectáculo de celebración. 
En 2015, Mango TV modificó su enfoque de 'Transmisión exclusiva' a 'Contenido único', y durante este tiempo su número de usuarios creció a 60 millones en la plataforma. En octubre de 2015, Mango TV firmó un memorando con BBC Worldwide para obtener más oportunidades de coproducción en el mercado global. 
El 23 de junio de 2016, Mango TV cerró la ronda de financiación Serie B con casi 1.5 mil millones.  Mango TV planeaba salir a bolsa en 2016.  Sin embargo, el plan falló y Mango TV terminó integrándose en Happigo Home Shopping Co. Ltd, saliendo a bolsa junto con otras seis compañías. Los críticos afirmaron que Mango TV debería obtener la autoridad operativa totalmente controlada. Ya que Hunan Broadcasting System posee más del 50% de las acciones, Mango TV enfrenta dificultades para tomar decisiones por sí solo.

## Contenido
En octubre de 2014, Mango TV lanzó su primer drama web autoproducido, 'Huayang Jianghu', que mostraba el mundo antiguo chino, con vestuarios tradicionales y protagonizado por jóvenes ídolos.  A finales de 2014, Mango TV produjo su segundo drama, 'Jinpai Hongniang'. A diferencia de los dramas anteriores, este contó con un elenco fijo en lugar de cambiar actores en cada episodio.

### Programa de la cadena
En 2015, Mango TV lanzó el primer programa interactivo en vivo en red, 'Perfect Holiday', con jóvenes participantes que vivían juntos en una casa. Se emplearon cámaras multiposicionadas que permitieron al público observar el espectáculo desde distintos ángulos en las salas. Luego, en julio de 2016, se estrenó 'Perfect Holiday 2' con más habitaciones temáticas. Se agregaron nuevas cámaras IP que seguirían a los participantes todo el tiempo, lo que aumentó la sensación de entretenimiento. 
Más tarde, en 2015, Mango TV presentó ' The Million Second Quiz ' de NBC, presentado por Kevin Tsai. Manteniendo las secciones principales, Mango TV agregó una nueva sección interactiva de preguntas y respuestas en línea.
En 2016, patrocinado exclusivamente por JD.com, Mango TV produjo 'Crime Scene', basado en un programa coreano, combinando contenido emocionante y humorístico.